# One Number Away
«One Number Away» es una canción coescrita e interpretada por el cantante de música country estadounidense Luke Combs. La compuso junto a Robert Williford, Sammy Mitchell y Steven Battey. Mitchell produjo el tema, se encargó de la ingeniería y edición, y tocó varios de los instrumentos; Battey también figura como coproductor. Lanzada en enero de 2018 como el tercer sencillo de su álbum debut This One’s for You (2017), esta balada country narra la historia de un hombre que, en un conflicto interno, intenta resistir el impulso de llamar a su exnovia.
«One Number Away» alcanzó el primer lugar en la lista Country Airplay de Billboard, convirtiéndose en el tercer número uno de Combs en el género. Además, llegó al puesto tres en Hot Country Songs y al 34 en el Hot 100. La Recording Industry Association of America (RIAA) certificó el tema como 5× Platino, con cinco millones de copias vendidas en Estados Unidos hasta agosto de 2023. En Canadá, obtuvo un éxito similar, logrando el primer lugar en el listado Canada Country y la posición 87 en el Canadian Hot 100, con una certificación Platino de Music Canada, por la venta de 80 000 unidades en ese país.
El video musical que acompaña al sencillo fue producido por TA Films, y para promocionar la canción, Combs la interpretó en vivo en programas como Jimmy Kimmel Live!, Megyn Kelly Today y The Late Show with Stephen Colbert.

## Rendimiento comercial
«One Number Away» alcanzó el primer puesto en la lista Country Airplay de Billboard el 9 de junio de 2018, convirtiéndose en el tercer éxito número uno de Combs en dicha lista. En el Billboard Hot 100, la canción debutó en el puesto 84 durante la semana del 31 de marzo de 2018. Diez semanas después, llegó al número 34 el 8 de junio y permaneció en la lista durante veinte semanas. En 2023, la Recording Industry Association of America (RIAA) certificó el tema como 4× Platino. Hasta enero de 2019, se habían vendido 316 000 copias en Estados Unidos.
En Canadá, el sencillo debutó en la posición 91 del Canadian Hot 100 la semana del 7 de abril y llegó al puesto 88 la semana siguiente. Alcanzó su punto máximo en el puesto 87 el 25 de mayo y permaneció en la lista durante siete semanas. El 14 de diciembre de 2018, Music Canada lo certificó como Platino.

## Video musical
El video musical de la canción fue creado por TA Films. Rolling Stone describió el video como «centrado en una pareja que ha roto pero parece estar al borde de la reconciliación, mientras una nube ominosa parece cernirse sobre ambos». Combs expresó su deseo de que el video de la canción fuera tan «poderoso» como el tema en sí.

## Actuaciones en vivo
El 8 de noviembre de 2017 (grabado el 2 de octubre), Combs interpretó la pieza junto a «When It Rains It Pours» en Jimmy Kimmel Live! después de la 51.ª edición de los Country Music Association Awards. El 25 de mayo de 2018, la interpretó en vivo en Megyn Kelly Today, y el 17 de julio la presentó nuevamente en The Late Show with Stephen Colbert.

## Posicionamiento en listas
| Listas (2018)                      | Mejor posición |
| ---------------------------------- | -------------- |
| Canadá (Canadian Hot 100)          | 87             |
| Canadá (Canada Country)            | 1              |
| Estados Unidos (Billboard Hot 100) | 34             |
| Estados Unidos (Hot Country Songs) | 3              |
| Estados Unidos (Country Airplay)   | 1              |